# Troll och människor
Troll och människor är en skriftsamling i två delar av Selma Lagerlöf innehållande kortare noveller, brev, tal och en dikt.

## Innehåll

### Första samlingen.
- Monarkmötet
- Bortbytingen
- En historia från Halland
- Gammal fäbodsägen
- Vattnet i Kyrkviken
- Slåtterkarlarna på Ekolsund
- Den heliga bilden i Lucca
- Vägen mellan himmel och jord
- Två spådomar
- Tal vid Nobelfesten 10 december 1909
- Hem och stat
- Anders Fryxell
- Tavaststjernas sista sommar
- Mathilda Wrede

### Andra samlingen.
- Magister Frykstedt
- Tomten på Töreby
- Dödskallen
- Hur adjunkten fick prostdottern
- I emigrationsfrågan
- Solförmörkelsedagen
- Luciadagens legend
- Artilleristen
- Syster Olivias historia
- Prinsessan av Babylonien
- Stämningar från krigsåren:

Rakels gråt
Ödekyrkan
Dimman
Den lille sjömannen
Bålet
- Till minnet:

Albert Theodor Gellerstedt
Himlatrappan
Gustaf Fröding

## Utgivning
(Ej fullständig)
- Albert Bonniers förlag 1915